# Sebastián Cáceres
Sebastián Enzo Cáceres Ramos (ur. 18 sierpnia 1999 w Montevideo) – urugwajski piłkarz występujący na pozycji środkowego obrońcy, reprezentant Urugwaju, od 2020 roku zawodnik meksykańskiej Amériki.